# Trenton Julian
Trenton Jeffrey Julian (Los Ángeles, 9 de diciembre de 1998) es un deportista estadounidense que compite en natación, especialista en el estilo libre.
Ganó dos medallas en el Campeonato Mundial de Natación de 2022 y ocho medallas en el Campeonato Mundial de Natación en Piscina Corta, entre los años 2021 y 2024.
Cursó Estudios Interdisciplinarios en la Universidad de California en Berkeley.

## Palmarés internacional
| Campeonato Mundial                  | Campeonato Mundial    | Campeonato Mundial | Campeonato Mundial |
| Año                                 | Lugar                 | Medalla            | Prueba             |
| ----------------------------------- | --------------------- | ------------------ | ------------------ |
| 2022                                | Budapest (Hungría)    | Medalla de oro     | 4 × 200 m libre    |
| 2022                                | Budapest (Hungría)    | Medalla de plata   | 4 × 100 m estilos  |
| Campeonato Mundial en Piscina Corta |                       |                    |                    |
| Año                                 | Lugar                 | Medalla            | Prueba             |
| 2021                                | Abu Dabi (EAU)        | Medalla de oro     | 4 × 200 m libre    |
| 2021                                | Abu Dabi (EAU)        | Medalla de oro     | 4 × 50 m estilos   |
| 2021                                | Abu Dabi (EAU)        | Medalla de plata   | 4 × 100 m estilos  |
| 2022                                | Melbourne (Australia) | Medalla de oro     | 4 × 200 m libre    |
| 2022                                | Melbourne (Australia) | Medalla de oro     | 4 × 100 m estilos  |
| 2022                                | Melbourne (Australia) | Medalla de plata   | 4 × 50 m estilos   |
| 2022                                | Melbourne (Australia) | Medalla de bronce  | 4 × 100 m libre    |
| 2024                                | Budapest (Hungría)    | Medalla de oro     | 4 × 100 m libre    |